# Ногайська орда
Нога́йська орда́ (Мангитський юрт)  — тюркське державне утворення, що виникло наприкінці XIV — на початку XV століття внаслідок розпаду Золотої Орди. Займала територію від Північного Прикаспію та Приуралля до Ками і від Волги до Іртиша.

## Історія
У 1557 році бей Ногайської Орди визнав себе васалом московського царя Івана Грозного. тому Ногайська Орда розпалась на Велику Ногайську Орду (на схід від Волги) і Казиєву Орду (Малу Ногайську орду; між Кабардою та Азовом; захід Північного Кавказу) та Алтиульську Орду (в басейні річки Емба). У другій половині 16 століття Мала Ногайська орда перекочувала в південно-українські степи, де зустрілась з місцевим жителями, україномовним козацьким населенням степових хуторів і сіл, спробувала їх знищити, але наштовхнулася на відчайдушний опір, що поклало початок кількавіковому конфлікту на цих землях.
У 1620-х роках (кін. XVI — поч. XVII) Мала Ногайська орда розпалась на — Білгородську, Джамбуйлуцьку, Єдичкульську, Кубанську та Єдисанську орди. Ці ногайські орди, бувши васалами Кримського ханства, брали участь у грабіжницьких нападах на українські землі.
Після входження у 1770 році Південної України до складу Російської імперії, ногайців переселили у Приазов'я та в степи між Доном і Кубанню, а згодом — у прикаспійські та бесарабські степи.
У 1782—1783 роках, після російсько-турецької війни, над ногаями було проведено каральну операцію з переселення з Кубані у заволзькі степи під керівництвом Олександра Суворова.
Після Кримської війни 1853—1856 років ногайці з надчорноморських степів переселилися до Османської імперії.

### Хронологія
- 1299 — смерть хана Ногая, ординський правитель за іменем якого ногайці були названі.
- 1406—1419 — Єдигей, засновує ногайську династію
- 1440 — оформлення Ногайської Орди при Нураддіні — сині Єдигея.
- 1496 — сибіро-ногайський похід на Казань.
- 1520 — казахи хана Касима захоплюють Сарайчик — столицю Ногайської Орди.
- 1555 — смута в Орді: на Ембі утворилася окрема Атаульська орда.
- 1556 — голод.
- 1557 — ногайський Ісмаїл-бей визнав себе васалом Івана Грозного. Частина ногаїв мігрують на захід і під керівництвом Казі-мірзи засновують на Кубані Малу Ногайську Орду.

## Устрій
На чолі стояв бій з династії Мангит, що з основною частиною орди кочував переважно на лівобережжі Волги, маючи своєю зимовою ставкою місто Сарайчик. Правим крилом (правобережжя Волги) керував спадкоємць бія — нурадин (назва цього титулу утворився від імені сина Єдигея — Нур-ад Дина). Завдання нурадина полягало в охороні ногайських кочовищ на заході, насамперед від кримських татар. На чолі лівого крила стояв — кейковат (титул утворено від імені сина Єдигея — Кей-Кобада). Він контролював межиріччя Емби та Уралу (Яїку). Чітка градація ногайських рангів — бій, нурадин, кейковат— була запроваджена 1537 року на так званому «з'їзді примирення». Влада бія була обмежена родовою знаттю, яка формувала уяд (кара-дуван).
Взаємодія бійської влади з очільниками родів забезпечувалася з'їздами степової аристократії, на яких вирішувалися зовнішньо- і внутрішньополітичні питання, здійснювався розподіл кочовищ. Родова знать мала титул мурз.

## Військо
Практики утримання постійного війська не існувало. При оголошенні походу, кожен підрозділ ногайців
комплектувалися з чоловіків одного племені (елю), мав прапори тощо з зображенням родо-племінних знаків — тамги (загальним було зображення степового вовка, якому ногайці завдячували своїм етнонімом «ногай» — пес), а також осібний бойовий клич. Охорону кордонів у мирний час (передусім стад худоби, що становила головне багатство кочовиків) здійснювали караули. Втім вони діяли не на постійній основі, а створювалися у випадках, коли надходили повідомлення про появу в степу ворогів. Караули споряджалися окремими мурзами з власного улусного населення, згідно з рішеннями з'їздів родової аристократії. В разі виникнення загрози вторгнення ворожої армії, на з'їзді ухвалювалося рішення про спорядження авангардного війська — чардаулу (яртаулу), а згодом здійснювалася загальна або часткова мобілізація. Військо поділялося на сотні, десятки й п'ятірки (табан).

### Зброя і обладунки
Озброєння складав широкий лук (кен ай) та стріли, що мали булатний наконечник (булат ок). Воїн
носив стріли у колчані (калшан, калдавир, карамсок), лук — в сагайдаку (садак).
Стріли мали кілька різновидів, з різним призначенням, причому для певного виду стріл використовувався певний вид луків. Джерела згадують лук ядринський (складений лук, кибіть якого виготовлялася з рогу буйволу) та лук кримський (цільнодерев'яний); фольклорні дані вказують ще на використання великого
кедрового луку. Оперення стріл виготовлялося з пір'я орла. Зброя ближнього бою представлена списами із залізними наконечниками, гаки для скидання з коня ворожого вершника, місяцеподібні топірці, чекани, також різного виду шаблі й криві мечі.
Захисний обладунок складався з шолому (тувилга), різноманітних кольчуг з металевим руків'ям (темір кон, кюбе), наплічників (куявке), щитів, повстяних сорочок, що вдягалися під кольчуги (тегелі, тегелі кобенек), були також панцирі.
Незаможні ногайці користувалися звичайними луками зі стрілами та списами; волосяним арканом, шкіряним поясом для в'язання ясирів і нагайкою (камши).
Відомо, що бій Ісмаїл мав невеликий загін «пищальників», тобто озброєних вогнепальною зброєю.